# Huibert van Saane
Huibert van Saane (* 19. Dezember 1903 in Amsterdam; † 18. August 1981) war ein niederländischer Bauunternehmer.

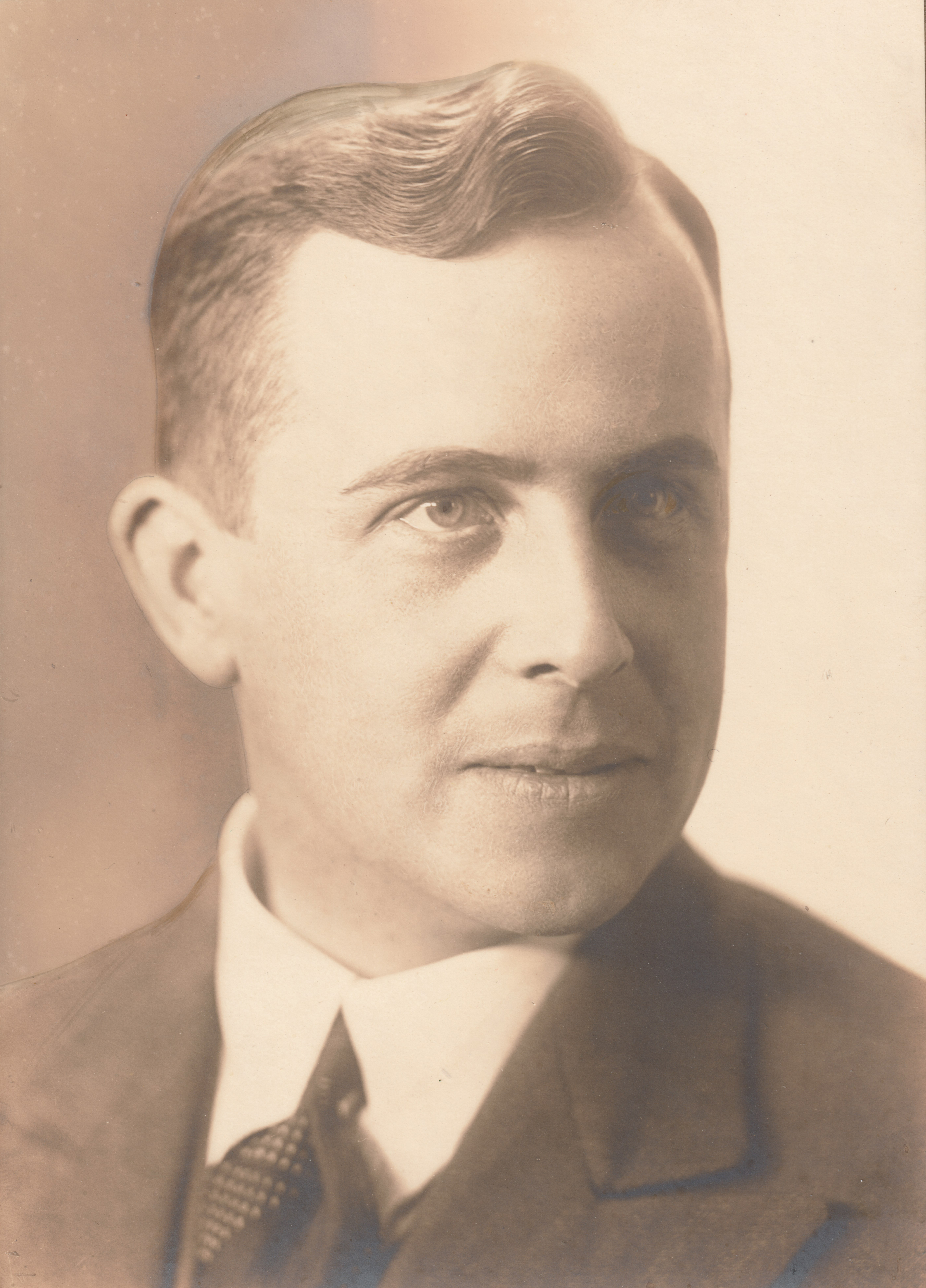
Huibert van Saane um 1930. Familienarchiv Van Saane

Er hat dabei ein charakteristisches Markenzeichen entwickelt – die Planung, den Bau und, wenn möglich, auch die Verwaltung von großen Wohnkomplexen, wie zum Beispiel dem Krugerhof (1929), Geuzenhof(1933), Muzenhof (1939), Oranjehof (1941), Bergerhof (1942), Amstelhof (1952), Sloterhof (1958) und Klokkenhof (1961).

## Ausbildung
Huibert van Saane wuchs in Amsterdam West in den Niederlanden auf. Sein Vater Gerrit van Saane betrieb einen Gemüseladen in der Agatha Dekenstraat, die heute in unmittelbarer Nähe des von Van Saane gebauten Geuzenhof und Oranjehof liegt. Huibert besuchte die Potgieter-Schule, eine Diakonieschule der Niederländischen Reformierten Kirche in Amsterdam.
Als Jugendlicher bewarb er sich auf eigene Faust für einen Job bei einem Makler und Bauunternehmer und besuchte auf dessen Empfehlung hin neben der Büroarbeit Abendkurse für Architektur- und Bauzeichnen an der Industrieschule in Amsterdam. Nach seinem Abschluss um 1922 wurde er von den Architekten Michel de Klerk und Piet Kramer als jüngster Bauzeichner eingestellt und lernte so die Arbeitsweise zweier der wichtigsten Vertreter der Amsterdamer Schule aus nächster Nähe kennen.
Auf seinen Reisen ins Ausland besichtigte Van Saane moderne Wohnsiedlungen, die sowohl von der Gartenstadtbewegung als auch vom Bauhaus inspiriert waren. Besonders beeindruckt war er von der offenen Bauweise in Kombination mit Grünanlagen in der Römerstadt und der Hellerhof-Siedlung in Frankfurt am Main. In Wien faszinierten ihn die aufwendig ausgestatteten Wohnanlagen wie der Fuchsenfeldhof, der Viktor-Adler-Hof und der Karl-Marx-Hof. Diese Gebäudekomplexe boten Gemeinschaftsgärten, überdachte Spielsäle für Kinder, Bibliotheken, Geschäfte sowie Vereinssäle und Waschräume.

## Eigenes Bauunternehmen
Mit 17 Jahren war Huibert van Saane fest entschlossen, seine eigenen Bauprojekte zu entwerfen und zu verwirklichen.
In Bezug auf die Planung des Wohnungsbaus verfügte er über das nötige Know-how, doch seine Minderjährigkeit stellte ein Hindernis dar. Schließlich bürgte seine Mutter Lena van Saane-Breeuwer 1920 für die Gründung der Baugesellschaft Elisabeth, benannt nach dem zweiten Vornamen seiner Freundin und späteren Ehefrau. Sein erstes Bauprojekt an der Javastraat verlief vielversprechend, und die fertiggestellten Wohnungen konnten mit Gewinn an einen Investor verkauft werden.
Van Saane schätzte das Handwerk und betrachtete das Bauen in erster Linie als fachmännisches Metier, nicht als bloße Investition. Er war überzeugt, dass eine teure, solide gebaute Wohnanlage weniger Wartung benötigte und sich dies langfristig erheblich auszahlen würde. Deshalb entschied er, seinen nächsten Wohnkomplex nicht nur selbst zu bauen, sondern auch selbst zu verwalten.

### Krugerhof

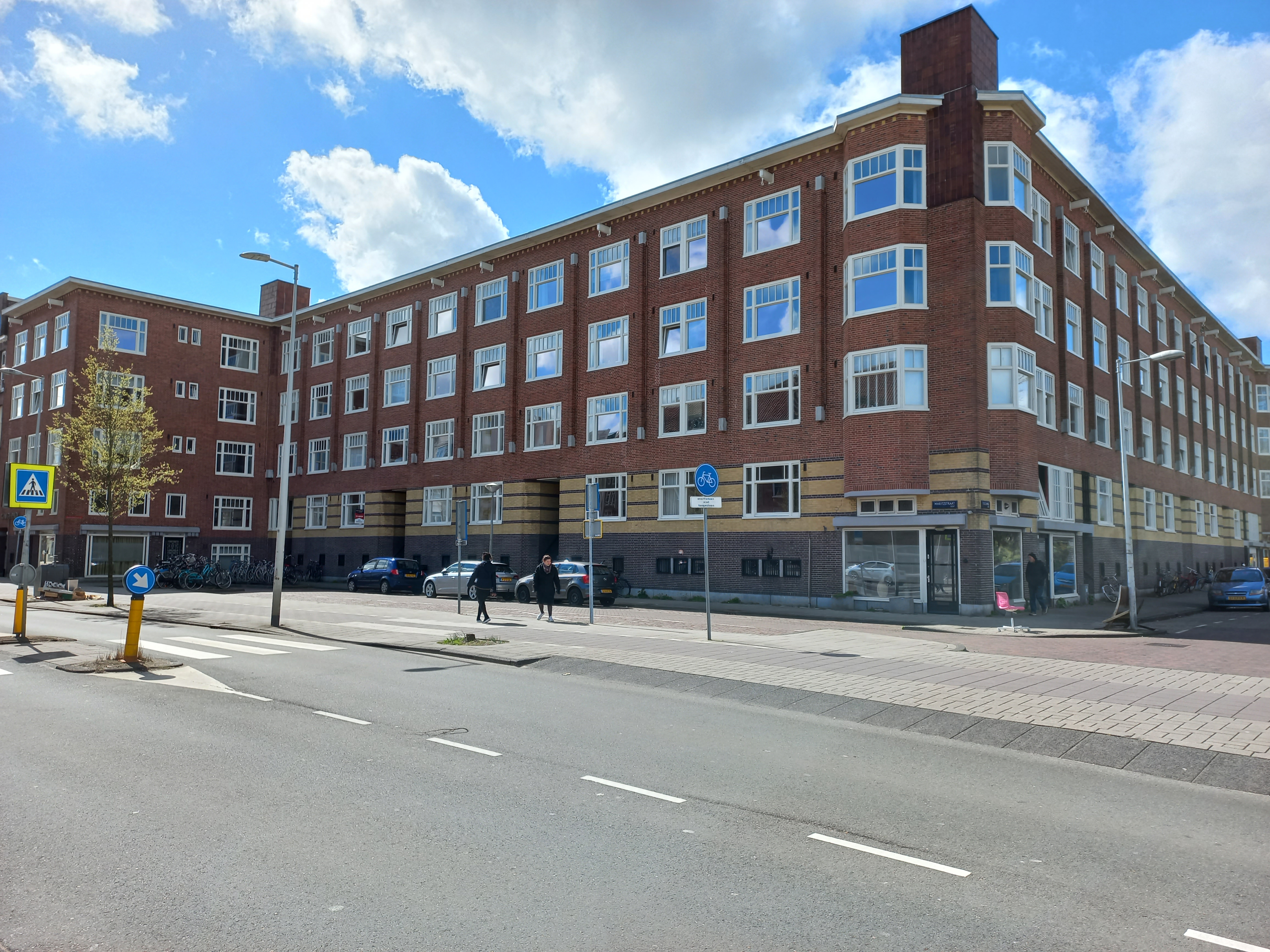
Krugerhof, gebaut von Huibert van Saane in 1929

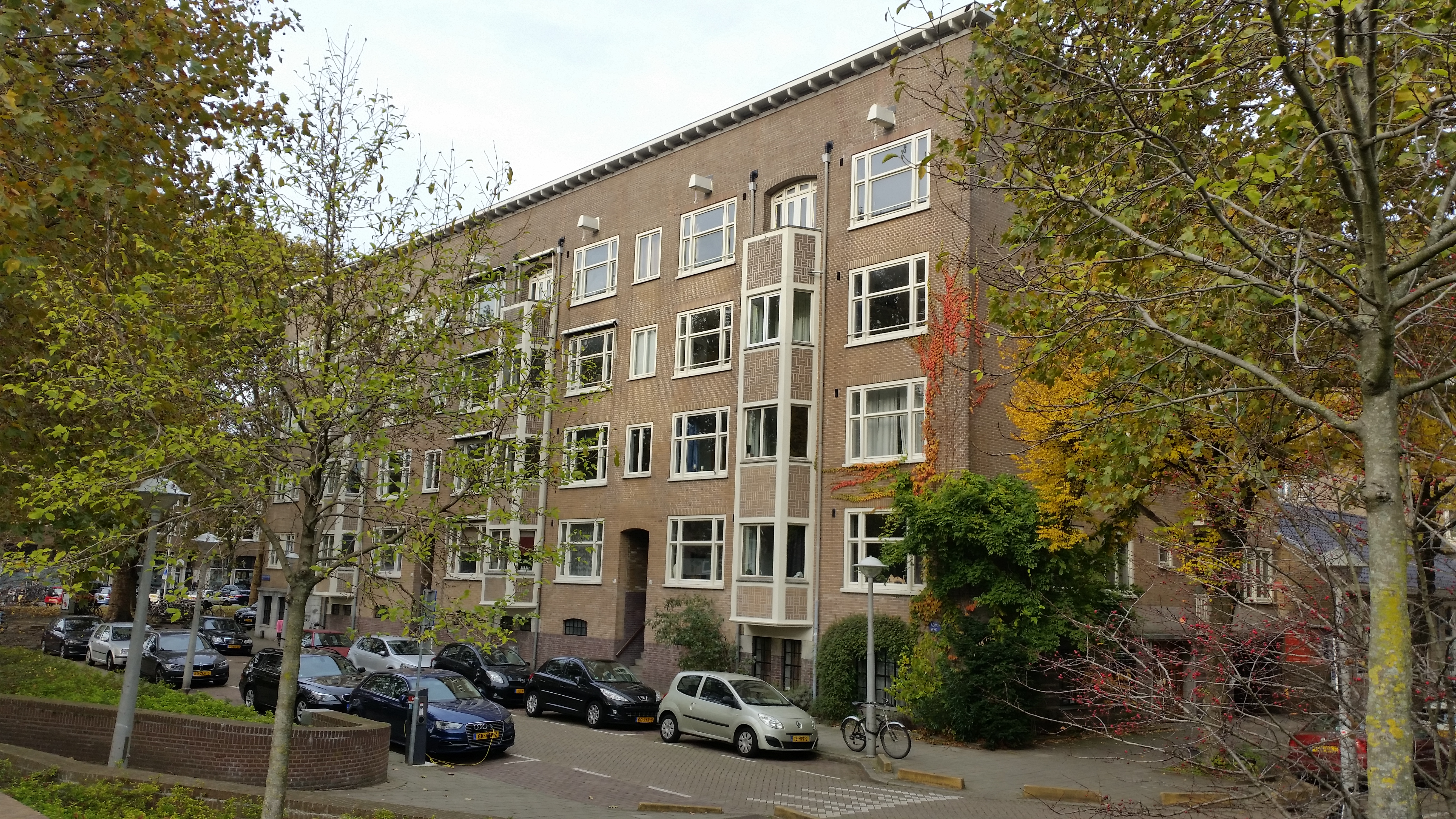
Geuzenhof, gebaut von Huibert van Saane, 1933–1940

Ende 1927 wurde Huibert van Saane auf das neu zu bauende Landlust-Viertel in Amsterdam aufmerksam und nahm an einem Wettbewerb der Wohnungsbaugesellschaft Zomers Buiten (Sommer im Freien) teil, bei dem er einen Entwurf für 'preiswerte Arbeiterwohnungen' im neu zu erschließenden Stadtteil einreichte. Sein Plan wurde nicht ausgewählt. Eifrig suchte er nach neuen Arealen und erhielt tatsächlich ein Jahr später die Gelegenheit, sich im Osten der Stadt zu beweisen. Hier, im Viertel Transvaalbuurt, baute er 1929 den Krugerhof, eine Wohnanlage mit 100 Mietwohnungen, einigen Geschäften und einem Gemeinschaftsgarten. Die komfortable Ausstattung bestand aus Zentralheizung, Warmwasser und die moderne Frankfurter Küche, die von der Architektin Margarete Schütte-Lihotzky erst zwei Jahre zuvor für ein deutsches Wohnungsbauprojekt entwickelt worden war. Van Saane erprobte auch bauliche Neuerungen, darunter ein platzsparendes Treppenhaus und die Verlegung des Dachstauraums ins Erdgeschoss – eine Novität, die in den Niederlanden erstmals umgesetzt wurde.

### Geuzenhof
1931 bemühte Huibert van Saane sich um das Pachten mehrerer Grundstücke am Willem de Zwijgerweg im Landlust-Viertel in Amsterdam West. Landlust war ein Teilplan des Allgemeinen Ausbreitungsplan Amsterdam, der federführend von den Stadtplanern Cornelis van Eesteren und Jakoba Mulder entworfen wurde.
1932 legte die Gesellschaft für Modernen Wohnungsbau H. van Saane einen detaillierten Entwurf für den Geuzenhof vor, einem sozialen Wohnkomplex mit rund 580 Wohnungen. Da es sich beim Geuzenhof um ein ungewöhnlich großes Bauprojekt handelte, wurde eine neue Finanzierungsmethode entwickelt, um das Risiko zu streuen. Van Saane teilte die Wohnanlage bau- und finanztechnisch in zunächst sieben Einheiten auf und gründete sieben GmbHs (Gesellschaft für Modernen Wohnungsbau Amsterdam I-VII), die die Erbpacht für die einzelnen Komponenten übernahmen.
Der Geuzenhof wurde zwischen 1933 und 1940 realisiert. Für die architektonische Gestaltung engagierte Van Saane die Architekten Jacob Dunnebier und Johannes F. Berghoef. Die zwei großen Gemeinschaftsgärten ließ er von der Gartenarchitektin Mien Ruys entwerfen.

## Nemavo
Huibert van Saane gründete 1947 die Firma Nemavo (Nederlandse Maatschappij voor Volkshuisvesting), eine Kooperation der niederländischen Regierung und mehrerer Investoren, mit dem Ziel, jährlich 2.000 preisgünstige Wohnungen aus Bausystemen errichten zu lassen. Dafür arbeitete er erneut mit dem Architekten Johannes F. Berghoef zusammen – anfangs war auch Jacob Dunnebier noch beteiligt. Gemeinsam mit anderen Architekten entwickelten sie das aus England importierte Airey-Bausystem industriell und architektonisch weiter, um es für die Serienproduktion anzupassen, und bauten damit mehrere Wohnkomplexe im ganzen Land. Dieses System kam auch beim Bau des Amstelhof (1952) und des Sloterhof (1959) in Amsterdam zum Einsatz.

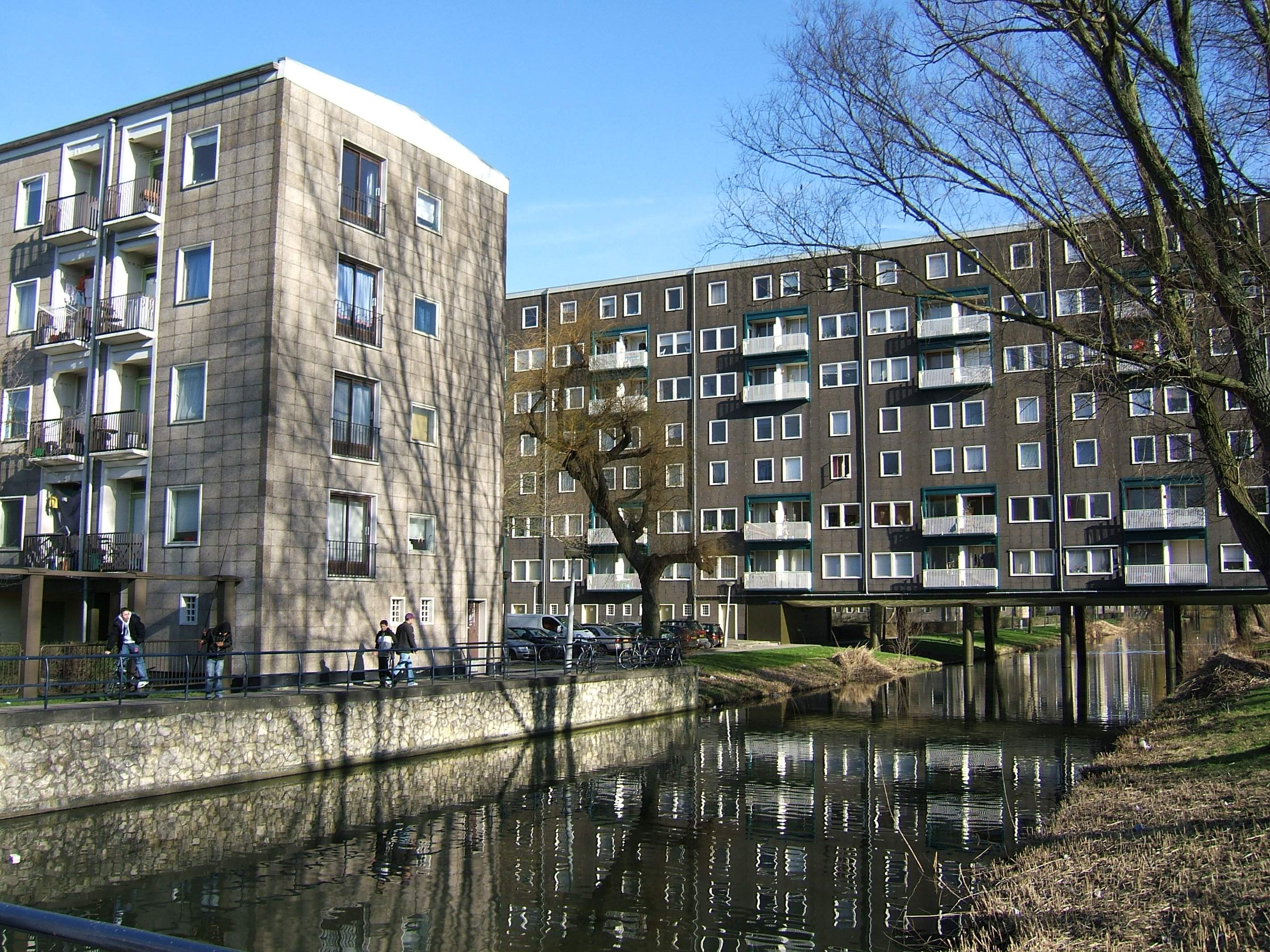
Sloterhof, gebaut mit Airey-Bausystemen, 1958–1959